# Красная Горка (Ярославский район)
Красная Горка — деревня в Ивняковском сельском поселении Ярославского района Ярославской области России.

## География
Деревня расположена на севере Ярославля в окружении сельскохозяйственных полей на левом берегу реки Нора. На юге граничит с СНТ «Текстильщик-2».

## История
В 2005 году деревня вошла в состав Ивняковского сельского поселения образованного в результате объединения Ивняковского и Бекреневского сельсоветов.

## Население
| 2007 | 2010 |
| ---- | ---- |
| 12   | ↘7   |

### Историческая численность населения
По состоянию на 1859 год в деревне было 19 домов и проживало 79 человека.
По состоянию на 1989 год в деревне проживало 6 человек.

### Национальный и гендерный состав
Согласно результатам переписи 2002 года, в национальной структуре населения русские составляли 100 % из 3 чел., из них 2 мужчины, 1 женщина.
Согласно результатам переписи 2010 года население составляют 4 мужчины и 3 женщины.

## Инфраструктура
Основа экономики — личное подсобное хозяйство. По состоянию на 2021 год большинство домов используется жителями для постоянного проживания и проживания в летний период. Вода добывается жителями из личных колодцев. Имеется пруд, таксофон (около дома №6).
Почтовое отделение №150506, расположенное в деревне Бекренево, на март 2022 года обслуживает в деревне 37 домов.

## Транспорт
Красная Горка расположена в 2,1 км от Ленинградского проспекта Ярославля. До деревни идёт грунтовая дорога.